# Metalectra paupera
Metalectra paupera là một loài bướm đêm trong họ Erebidae.